# Quaternaire (chimie)
Pour les articles homonymes, voir Quaternaire (homonymie).
En chimie organique, l'adjectif « quaternaire » est utilisé pour classer certains types de composés ou intermédiaires réactionnels. Il désigne le degré de substitution (de) des atomes d'hydrogène liés à l'atome central (carbone, azote, phosphore, etc.) de la fonction en question, par des groupes organyles, et en l'occurrence, le fait que quatre atomes d'hydrogène ont été remplacés chacun par un groupe organyle.
Par exemple, si l'atome de carbone central d'un groupe alkyle est lié à quatre substituants organyle, il sera qualifié de quaternaire. Contrairement aux adjectifs « primaire », « secondaire », et « tertiaire », l'adjectif « quaternaire » est beaucoup plus rarement utilisé, du simple fait que la chimie organique est centrée sur le carbone et que celui-ci ne pouvant être lié au maximum qu'à quatre éléments, le carbone étant au mieux tétravalent. Par exemple, un alcool ne pourra jamais être quaternaire puisque le carbone central est déjà lié à un groupe hydroxyle (-OH), et n'a plus que trois positions disponibles pour être substitués par d'autres groupes organyles. L'adjectif « quaternaire » sera alors principalement utilisé pour des fonctions où l'atome central n'est pas un carbone, par exemple l'azote (ammonium quaternaire) ou le phosphore (phosphonium quaternaire), et sera au mieux utilisé pour désigner le atome central de carbone lié à quatre groupes organyles, comme par exemple l'atome de carbone central du néopentane (2,2-diméthylpropane), mais jamais une fonction et une famille de composés associés.
|                                         | Comparaison d'atomes primaires, secondaires, tertiaires et quaternaires. Les atomes centraux sont marqués en rouge dans les différents groupes fonctionnels. |            |           |                                |
|                                         | primaire | secondaire | tertiaire | quaternaire                    |
| Atome de carbone d'un composé organique | |            |           |                                |
| Alcool                                  | |            |           | n'existe pas                   |
| Amine                                   | |            |           | (Voir ammonium quaternaire)    |
| Amide                                   | |            |           | n'existe pas                   |
| Phosphine                               | |            |           | (voir phosphonium quaternaire) |